# Alexandre Alphonse
Alexandre Alphonse (Paris, 17 de Junho de 1982) é um ex-futebolista francês que atuava como atacante.